# Centromerus truki
Centromerus truki är en spindelart som beskrevs av Alfred Frank Millidge 1991. Centromerus truki ingår i släktet Centromerus och familjen täckvävarspindlar. Inga underarter finns listade i Catalogue of Life.